# Павле Препрости
Павле Препрости је хришћански светитељ из 4. века. Савременик је и ученик Светог Антонија. 
Павле је био земљорадник, прост, неук и безазлен. Замонашио се у 60-ој години од стрене Светог Антонија.

## Житије Павла Препростог
Једном доведоше светом Антонију младића у коме беше дух нечисти, веома опак и велик, један од кнезова таме, који хуљаше Бога. Но Антоније рече: Није то мој посао, јер нисам добио од Бога власти над најсилнијим бесима, него Павле препрости има тај дар. - И оде он с младићем к Павлу и рече му: Аво Павле, истерај из овог младића духа нечистог, да би се он вратио здрав кући својој хвалећи Бога. - Павле на то рече: A ти, оче, зашто га ниси истерао? - Антоније одговори: Имам један други посао, и зато га доведох теби. - И оставивши бесомучнога младића код Павла Антоније отиде. А Павле, помоливши се Богу, рече бесу: Ђаволе, отац Антоније ти наређује да изађеш из овога младића. - А ђаво с грдњом одговори: Нећу изаћи, свезли и лажљиви старче. - Тада Павле, узевши кожу у којој је ходио, стаде га бити говорећи: Излази! наређује ти Антоније. - Но ђаво не излажаше. - Тада Павле рече: Или ћеш изаћи, или ћу ја отићи и казати Христу, и биће рђаво по тебе. - Али ђаво, хулећи и на Христа, говораше: Нећу да изађем. - Тада се Павле разгневи на ђавола, и у подне, када у Египту сунце пече као Вавилонска пећ, попе ce на камен и остаде као непомични стуб, вапећи ка Христу и говорећи: Господе Исусе Христе, распети за време Понтијског Пилата, Ти знаш да нећу сићи са овога камена, па макар и умро на њему, и нећу окусити ни хлеба ни воде док ме не услишиш и не истераш беса из овога младића. - Док он то још говораше, бес стаде викати: Излазим, излазим, и не знам где ћу се обрести. - И изишавши претвори се у велику змију од седамдесет лаката, и баци се у Црвено Mope. - Тако свети Павле победи ђавола простотом и смиреношћу својом; јер мале ђаволе изгоне људи велики у вери, а главне кнезове бесовске побеђују људи смирени, као овај свети Павле.
Блажени Павле имађаше и дар прозорљивости. Једном приликом, ушавши у један манастир, он стаде крај цркве и посматраше с каквим ко мислима улази у цркву. Беше вечерње, и сви. улажаху у цркву ведра лица и светле душе, и са сваким од њих улажаше с радошћу и Анђео хранитељ. Али један брат иђаше у цркву мрачна лица, потамнеле душе, окружен бесима, при чему га сваки вуцијаше к себи, а његов Анђео хранитељ иђаше за њим издалека, тужан и уплакан. Видевши то, светитељ се ожалости, и силно туговаше за погинулог брата; од велике туге он и у цркву не уђе, него сеђаше изван ње и плакаше. А кад се црквена служба заврши, сва братија излажаху онакви какви и улажаху, Божанска светлост их озараваше. Угледа преподобни Павле и онога брата који при улажењу у цркву беше мрачан и потамнео; а гле, лице његово сада беше светло као лице анђела, и благодат Духа Светога осењаваше га, и Анђео хранитељ радосно га држаше за руку, а бес издалека ридаше и не могаше му се ни најмање приближити.
Видевши тако брзу промену на томе брату, блажени се обрадова, и заустави га, и пред свима исприча шта је видео, па онда упита тога брата за разлог тако изненадне промене код њега. А он, видећи себе изобличена Божјим откривењем, исприча пред свима све о себи, говорећи:
"Ја сам веома грешан: много година проведох ја све до данашњега дана у нечистоти. Но ушавши данас у цркву, чух где читају светог пророка Исаију, или боље - Бога који преко њега говори: Умијте се, очистите се, уклоните злоћу из душа ваших пред очима мојим, научите се добру; и ако греси ваши буду као скелет, постаће бели као снег (Ис. 1, 16. 17. 18). Чувши то, мени се душа потресе, отворише ми се духовне очи и ја, сагледавши беду и погибао своју, уздахнух и у срцу свом рекох о Богу: Ти си, Господе, дошао у свет да грешнике спасеш, као што си ми то сада казао преко Пророка свог; учини то стварно са мном грешним. Јер ево обећавам да одсада, помоћу Твојом, не само нећу чинити никаква зла, него ћу и одбацити свако безакоње и послужити Теби, Господе, чистом савешћу; само ме Ти сам прими кајућег се, и не одбаци мене који падам пред Тобом - Са таквим обећањима, продужи он, изиђох из цркве, решивши у срцу своме да не грешим пред Богом“. Чувши то, сви громким гласом прославише Бога који прима свакога који My прибегава с покајањем.
Преподобни Павле проживе у светој простоти својој много година и, сатворивши многа чудеса, отиде ка Господу. 

Православна црква прославља овог светитеља 4. октобра по јулијанском календару.